# Isadora Duncan
Isadora Duncan, geboren als Angela Isadora Duncan, (San Francisco, 26 mei 1877 – Nice, 14 september 1927) was een Amerikaanse danseres. Ze wordt beschouwd als een van de grondleggers van de moderne dans.
Vanaf haar 22ste woonde ze in West-Europa en de Sovjet-Unie. Als kind wees ze het klassieke ballet al af. Ze ontwikkelde een eigen stijl en zette als eerste klassieke muziek om in dans. Ze trad voor het eerst op in Chicago en New York, maar haar grote doorbraak kwam in Europa. Na optredens in Boedapest en Londen, reisde ze naar Parijs, Berlijn en Moskou, om vervolgens weer naar Parijs terug te keren. Ze reisde op tournee door half Europa en trad op in de metropolen van Noord- en Zuid-Amerika. Vanaf 1909 had ze haar eigen dansschool in Parijs. Ze inspireerde andere kunstenaars en toen in 1913 het Théâtre des Champs-Élysées werd gebouwd, werd ze afgebeeld in een reliëf door beeldhouwer Émile-Antoine Bourdelle en door schilder Maurice Denis die haar opnam in een muurschildering.

## Levensloop

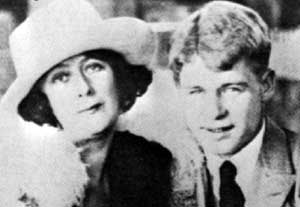
Isadora Duncan en Sergej Jesenin

Toen Isadora zestien jaar werd, nam ze haar tweede voornaam, Isadora, als roepnaam. Haar ouders waren Ierse immigranten. Zij keerden in 1899 met hun twee dochters en twee zonen terug naar Europa. In Londen bezocht zij het Britse Museum en maakte er kennis met de kunst en cultuur van de Grieken. In 1903-1904 bezocht ze Griekenland. De schoonheid van eenvoud, de harmonie en de natuur inspireerden haar sterk. Dit bracht een creatief proces op gang, waarbij zij haar bovengenoemde inspiratiebronnen tot een dansstijl wist te verwerken.
Na de scheiding van haar ouders, groeiden de kinderen op bij hun moeder, die als muzieklerares de eindjes aan elkaar probeerde te knopen. Duncan geloofde niet in het huwelijk en was voor vrouwenemancipatie. 
In 1904 richtte ze samen met haar zuster Elisabeth Duncanon een dansinternaat op bij Berlijn. 
Zowel in haar beroepsleven als gezinsleven, hield Duncan geen rekening met de gebruiken van haar tijd. Ze was namelijk biseksueel. Tijdens haar laatste tour in de Verenigde Staten, in 1922-1923, maakte ze haar voorkeur voor het communisme bekend. Duncan zwaaide met een rode sjaal en ontblootte haar borst op het podium in Boston, verklarend: "Dit is rood! En zo ben ik ook!"
Duncan baarde twee kinderen, een dochter en een zoon, beide buiten het huwelijk.
Ze werd verliefd op de Britse toneelspeler en toneelregisseur Edward Gordon Craig, met wie ze in 1906 dochter Deirdre kreeg. Isadora verbleef tijdens haar zwangerschap en bevalling in Villa Maria in Noordwijk aan Zee. In 1907 had ze een kortstondige relatie met de Nederlander Pim Noothoven van Goor. Van 1910 tot 1913 had ze een relatie met Paris Singer, een van de zonen van naaimachinemagnaat Isaac Singer, met wie ze in 1911 haar zoon Patrick kreeg. Op 19 april 1913 kwamen beide kinderen om in een ongeval dichtbij de rivier de Seine. De kinderen waren na de lunch met Isadora en Paris Singer op weg naar huis met hun kindermeisje. De bestuurder van de auto was tot stilstand gekomen tijdens een poging om een botsing met een andere auto te voorkomen. Hij stapte uit om de motor weer aan de gang te krijgen, maar vergat de handrem aan te trekken. De auto rolde over de Boulevard Bourdon. De kinderen en het kindermeisje verdronken in het ongeval.
Na het ongeval bracht Duncan een paar maanden door op Corfu met haar broer en zus. Daarna bracht ze enkele weken door bij de badplaats Viareggio met actrice Eleonora Duse. Duse kwam net uit een relatie met de rebelse feministische Lina Poletti. Er waren speculaties over de relatie van Duncan en Duse, maar er is in haar autobiografie nooit bewijs geleverd voor hun relatie.
Duncan smeekte een jonge Italiaanse beeldhouwer Romano Romanelli om met haar te slapen omwille van haar verlangen naar een andere baby. Ze wenste opnieuw zwanger te worden na de dood van haar twee kinderen. Zij kreeg een zoon, die een paar uren leefde.
In 1922 trouwde de toen 44-jarige Duncan te Moskou met de 26-jarige Russische dichter Sergej Jesenin. Jesenin was een geliefd en succesvol dichter in Rusland, maar hij was een alcoholist. Tijdens tournees maakte hij ruzie met en sloeg hij zijn beroemde vrouw. In 1923 keerde hij alleen terug naar de Sovjet-Unie, waar hij in een psychiatrische inrichting werd opgenomen. Toen hij eind 1925 met Kerstmis even verlof had, hing hij zichzelf op in een hotel.
In september 1927 kwam Isadora Duncan om het leven bij een ongeluk. Toen ze in Nice met iemand in een open Amilcar wilde wegrijden, raakte het uiteinde van haar rode zijden sjaal, die ze om haar hals droeg, in een van de spaakwielen verstrikt. Ze werd uit de auto getrokken en enkele meters meegesleurd. Door de plotselinge ruk brak haar nek. Ze werd gecremeerd en haar as werd in het columbarium van de Parijse begraafplaats Père-Lachaise geplaatst.
Duncans autobiografie Ma Vie werd in 1968 door Karel Reisz verfilmd onder de titel Isadora, met Vanessa Redgrave in de hoofdrol.

## Werk

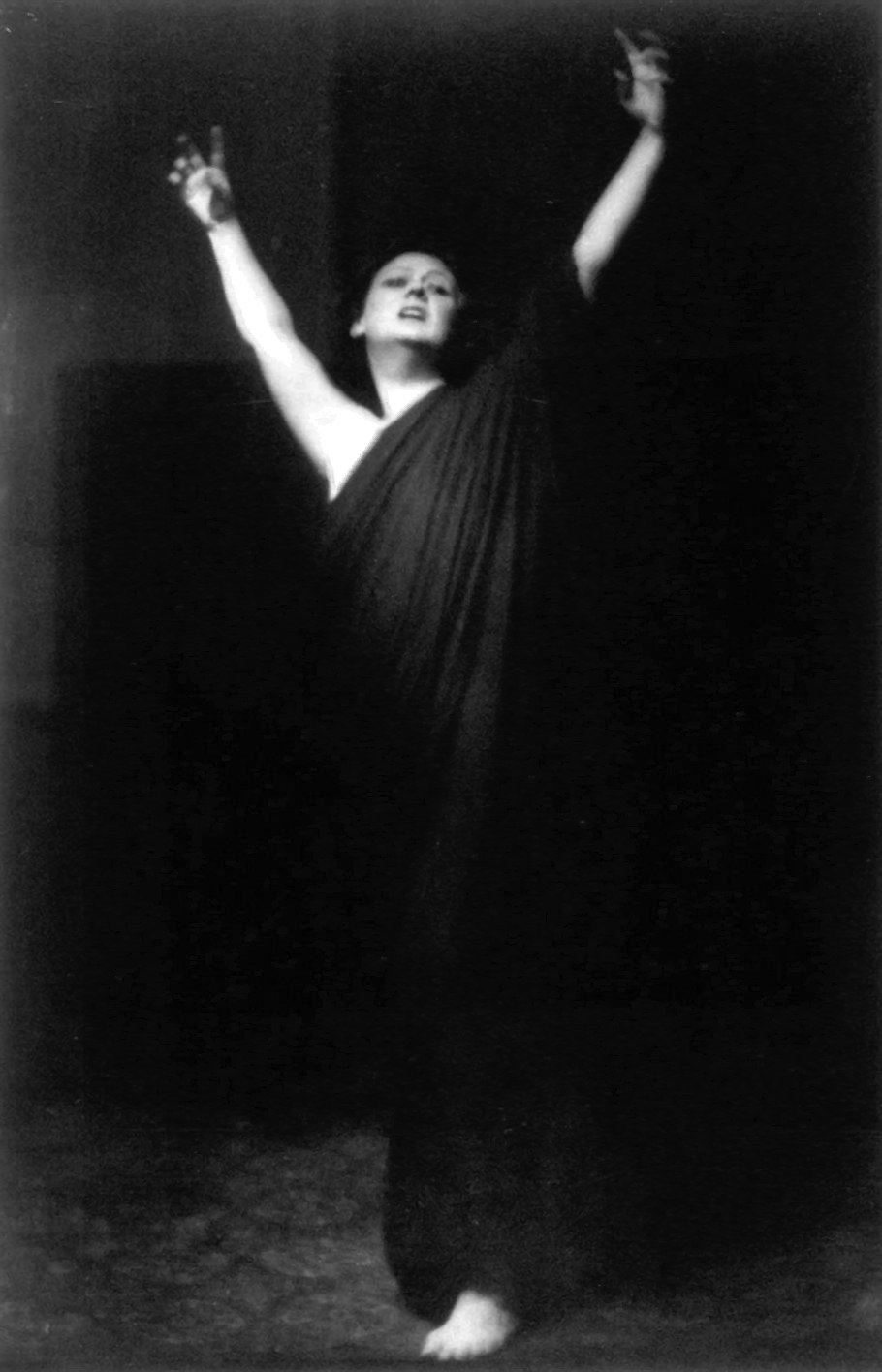
Isadora Duncan

Duncan begon haar danscarrière met het geven van lessen bij haar thuis vanaf haar zesde jaar, en tot haar tienerjaren. Op veertienjarige leeftijd gaf ze dansles in een klas voor kinderen. Een verlangen om te reizen bracht haar naar Chicago, waar ze auditie deed bij veel theatergezelschappen. Uiteindelijk vond ze een plek in Augustin Daly's theater. Door deze baan belandde ze in New York, waar haar unieke visie op dans botste met de populaire komedie van theatergezelschappen. Zij was er ongelukkig en kon zich niet ten volle uiten in Daly's bedrijf, evenmin als bij het Amerikaanse publiek. Daarom besloot zij in 1898 naar Londen te verhuizen. Ze vond er werk en mocht presteren in de salons van de rijken. Ze vond er inspiratie in de Griekse vazen en bas-reliëfs in het British Museum. Het geld dat ze verdiende, stelde haar in staat een dansstudio te huren en haar werk te ontwikkelen om grotere voorstellingen te maken die geschikt waren voor het podium. Vanuit Londen reisde Duncan naar Parijs, waar ze inspiratie vond in het Louvre en de wereldtentoonstelling van 1900.
In 1902 bezocht Loie Fuller Duncans studio en nodigde haar uit om met haar te toeren. Duncan toerde door heel Europa en creëerde nieuwe werken met behulp van haar innovatieve danstechniek. Deze stijl bestond uit een focus op natuurlijke beweging in plaats van de stijve techniek van het ballet. Het grootste deel van haar resterende leven bracht ze op deze manier door, met tournees in zowel Europa als Noord- en Zuid-Amerika. Ze trad overal op, maar kreeg te kampen met heel wat kritieken. Ondanks de gemengde kritische reacties werd ze erg populair door haar aparte stijl en inspireerde ze vele beeldend kunstenaars, zoals Antoine Bourdelle, Auguste Rodin en Abraham Walkowitz.
Duncan had een hekel aan de commerciële aspecten van openbare optredens, zoals tournees, omdat ze voelde dat ze haar afleidden van haar echte missie: "het creëren van schoonheid en het onderwijs van de jeugd". Om haar missie te bereiken, opende ze scholen om jonge vrouwen haar dansfilosofie aan te leren. De eerste school werd opgericht in 1904 in Grünewald, Duitsland. Deze instelling is de geboorteplaats van de "Isadorables" – Anna, Maria-Theresia, Irma, Lisel, Gretel, Erika, Isabelle en Tempel (Isadora's nichtje) – Duncans beschermelingen, die haar nalatenschap zouden voortzetten. Later richtte Duncan een school op in Parijs, die korte tijd gesloten werd na het uitbreken van de Eerste Wereldoorlog.
In 1914 verhuisde Duncan naar de Verenigde Staten en bracht de school daarheen over. Zij kon beschikken over een herenhuis op Gramercy Park, en haar studio was in de buurt, op de noordoostelijke hoek van 23rd Street en Fourth Avenue, nu Park Avenue South. Otto Kahn, het hoofd van Kuhn, Loeb & Co. zorgde ervoor dat Duncan gebruik mocht maken van het erg moderne theater op West 60th Street en Central Park West voor haar voorstellingen en producties, waaronder een enscenering van Oedipus Rex, waarbij veel van Duncans uitgebreide entourage en vrienden betrokken waren.
In 1921 bracht haar "linkse sympathie" haar naar de Sovjet-Unie, waar ze een school stichtte in Moskou. De Sovjet-regering hield zich niet aan haar belofte om haar werk te ondersteunen, waardoor ze moest verhuizen naar het Westen en haar school overlaten aan Irma.

## Stijl en techniek
Duncan gebruikte simpele en natuurlijke bewegingselementen, zoals lopen en opspringende bewegingen. Ook het armgebruik was vloeiend en natuurlijk. De torso kon tijdens het dansen vol overgave in een soort cambré achterover hellen of juist voorover gebogen zijn bij opspringende passen, om zo een lichtgedraaide positie te hebben, ten opzichte van de heupen en het been. Deze basisgegevens konden sterk gevarieerd worden in hun onderlinge samenhang. Heel kenmerkend was ook het dansen op blote voeten, hetgeen in die tijd een ongewoon verschijnsel was. Bovendien deed Duncan afstand van het dragen van het nog altijd gebruikelijke korset. Haar Griekse inspiratiebron weerspiegelde zich in de kleding, die bestond uit een chiton, een lang, soepel Grieks gewaad. Een stijl die een inspiratiebron was voor Olga Desmond.

## Vernoeming en inspiratie
- In 1985 werd een inslagkrater op de planeet Venus naar haar vernoemd.
- Het beeld Het zotte geweld van Rik Wouters is geïnspireerd op de dansbewegingen van Duncan.
- Auteur Susan Smit bracht in 2024 de roman Alles wat beweegt uit over het leven van Isadora Duncan.